# Francisco Milans del Bosch
Francisco Miláns del Bosch Arquer (San Vicente de Montalt, 28 de febrero de 1769 – id., 2 de diciembre de 1834) fue un militar español que participó en la Guerra del Rosellón, y después en la Guerra de la Independencia Española al mando de los migueletes. Compañero de Juan Clarós, de carácter liberal, cuando Fernando VII recuperó el poder en 1814 e instauró el Absolutismo. Se dio cuenta del error de haberle apoyado una vez que fueron ajusticiados Francisco Xavier Mina y su otro amigo de guerrilla, Juan Díaz Porlier, por haberse sublevado contra el rey. Miláns del Bosch y general Lacy dieron un golpe de Estado en Cataluña el 4 de abril de 1817, por lo que Lacy fue ejecutado. Milans logró escapar y pudo regresar a España a la muerte del rey Fernando en 1833. Es el precursor de una familia de militares.
- Datos: Q3081903
- Multimedia: Francisco Milans del Bosch / Q3081903